# Raninoides lamarcki
Raninoides lamarcki is een krabbensoort uit de familie van de Raninidae. De wetenschappelijke naam van de soort is voor het eerst geldig gepubliceerd in 1923 door A. Milne-Edwards & Bouvier.